# Thurberiphaga diffusa
Thurberiphaga diffusa là một loài bướm đêm trong họ Noctuidae.